# Сибирский 32-й стрелковый полк
32-й Сибирский стрелковый полк
Полковой праздник — 6 декабря.
Старшинство — 12 августа 1903.

## История полка
- Утверждено формирование 30.10.1903 — как 32-й Восточно-Сибирский Стрелковый полк.
- Фактически сформирован к 01.10.1903, на сформирование полка было выделено по одной роте из полков: 7 Ревельского, 15 Шлиссельбургского, 25 Смоленского, 40 Колыванского, 62 Суздальского, 68 Лейб-Бородинского, 69 Рязанского, 149 Черноморского.
- Полку присвоено старшинство с 12.08.1903 года.
- Полк вошел в состав, формируемой, 8-й Восточно-Сибирской стрелковой бригады.
- 01.11.1903 — полку, пожаловано знамя образца 1900 года с образом Спаса Нерукотворного. Кайма малиновая.
- 19.11.1903 — бригада подчинена коменданту Владивостокской крепости.
- 24.11.1903 — полку присвоено обмундирование по форме прочих Восточно-Сибирских стрелковых полков с шифровкой — 32.В-С.
- 30.01.1904 — одна рота обращена на формирование 36-го Восточно-Сибирского стрелкового полка.
- 1904 — оборона Владивостока.
- 10.02.1904 — полк назначен к переформированию в 3-х батальонный состав. Фактически полк переформирован к 16.03.1904. (Пр. № 297 Приамурского ВО)
- К 02.04.1904 — 8-я Восточно-Сибирская Стрелковая бригада преобразована в дивизию. (Пр. № 291 Приамурского ВО)
- 23.04.1904 — нижним чинам всех войск Приамурского военного округа присвоены, на время войны, фуражки с козырьком и двумя чехлами, закрывающими всю фуражку и козырек. (Пр. № 221 Приамурского ВО)
- 17.06.1905 — полк переформирован в 4-х батальонный состав.
- 09.06.1906 — 8-я Восточно-Сибирская стрелковая дивизия включена в состав 3-го Сибирского армейского корпуса.
- К 1907 — полк расквартирован в г. Канске (Иркутский ВО).
- 31.01.1907 — сформирована пулеметная команда.
- С 1908 — полк расквартирован в г. Красноярск (Иркутский ВО).
- С 01.09.1910 — 32-й Сибирский стрелковый полк. 8-я Восточно-Сибирская стрелковая дивизия названа 8-й Сибирской стрелковой дивизией. Полк расквартирован в г. Канск (Иркутский ВО).
- 19.07.1914 — выделен кадр на формирование 52-го Сибирского стрелкового полка.
- 31.08.1914 — полк, в составе 8-й Сибирской стрелковой дивизии, в составе III-го Сибирского армейского корпуса, вошел в 10-ю армию (Северо-Западный фронт). Фактически части корпуса прибыли на ст. Ломжа к 23.08.1914.
- 11.08.1915 — Северо-Западный фронт разделен. По разделению III-й Сибирский армейский корпус вместе с 10-й армией включен в состав Западного фронта.
- С марта по 07 апреля 1916 — корпус действует в составе 2-й армии (Западный фронт). (Пр. 2-й армии № 98)
- В апреле — сентябре 1916 — корпус в составе 4-й армии (Западный фронт). (Пр. 4-й армии)
- 23.10.1916 — в полку приказано содержать две 12-ти пулеметных команды «Максима».
- С 21.11.1916 — корпус передан во 2-ю армию (Западный фронт). (Пр. 4-й армии № 3849-С)
- 24.01.1917 — полк выделил один батальон на формирование полков 17-й Сибирской Стрелковой дивизии.
- 04.04.1917 — Приказано, знамя, с вензелем, отрекшегося императора, доставить в Петроград, для выполнения работ по снятию вензеля.
- В марте 1918 — дивизия расформирована в г. Смоленск.

## Боевые кампании полка
Во время русско-японской войны 1904—1905 годов, составлял гарнизон Владивостокской крепости.
В ходе Первой мировой войны 1914—1918 годов, принимал участие в боях (список не полный):
- 14-15 сентября 1914 у д. Бялобржеги (отличился в бою);
- 18-20 сентября 1914 у д. Курианки (отличился в бою);
- 22-23 сентября 1914 у с. Витовки (отличился в бою);
- 24-25 сентября 1914 у д. Версбовень;
- 4 октября 1914 у г. Просткень;
- 22-24 октября 1914 у д. Соффень, у высоты 161 и у м. Ней-Юха;
- 28 октября 1914 у д. Стасвинень;
- 12 декабря 1914 атака высоты 160 у д. Стасвинень;
- 29-31 января 1915 у д. Тайлуссень и г. Лык (отличился в бою);
- 2-3 февраля 1915 у пр. Жерново;
- 8-11 и 16-17 февраля 1915 у д. Ястржембна Южная;
- 25 февраля 1915 у д. Обуховизна;
- 12 марта 1915 у д. Кольница и Польки;
- 30 мая и 1-2 июня 1915 у д. Живавода (отличился в бою);
- 9-11 августа 1915 у м. Бирштаны (отличился в бою);
- 5 августа 1915 у д. Станиславовка;
- 30-31 августа 1915 у м. Подберезье;
- 14 и 16-17 сентября 1915 у ф. Танчин (отличился в бою);
- 3-4 октября 1915 у монастыря Суцкова.
- Участие в Нарочской операции в марте 1916 г.[1]

## Знаки отличия полка к 1914
Простое знамя без надписи, пожалованное в 1903 году.

## Командиры полка
- 27.06.1906-? гг. — полковник Шереметов Александр Васильевич
- 1908 — полковник Косенко Степан Семенович
- 26.03.1910 — после 28.08.1915 — полковник Котиков, Иван Иванович
- 01.02.1916 — после 03.01.1917 — полковник Костяев Федор Васильевич

## Примечание
- Все даты приведены по старому стилю.